# Serie A1 FIAF 1994
La Serie A1 FIAF 1994 è stato il massimo livello del campionato italiano di football americano disputato nel 1994. È stata organizzata dalla Federazione Italiana American Football.
Al campionato hanno preso parte 8 squadre, suddivise in 2 gironi.

## Regular season

### Girone A
| Pos. | Squadra             | %V   | G  | V | N | P | PF  | PS  |
| ---- | ------------------- | ---- | -- | - | - | - | --- | --- |
| 1    | Rhinos Milano       | .850 | 10 | 8 | 1 | 1 | 187 | 113 |
| 2    | Gladiatori Roma     | .500 | 10 | 5 | 0 | 5 | 193 | 189 |
| 3    | Phoenix San Lazzaro | .300 | 10 | 3 | 0 | 7 | 172 | 203 |
| 4    | Dolphins Ancona     | .200 | 10 | 2 | 0 | 8 | 209 | 242 |

### Girone B
| Pos. | Squadra             | %V   | G  | V | N | P | PF  | PS  |
| ---- | ------------------- | ---- | -- | - | - | - | --- | --- |
| 1    | Frogs Legnano       | .950 | 10 | 9 | 1 | 0 | 248 | 137 |
| 2    | Lions Bergamo       | .500 | 10 | 5 | 0 | 5 | 240 | 176 |
| 3    | Giaguari Torino     | .400 | 10 | 4 | 0 | 6 | 234 | 286 |
| 4    | Blackhawks Cernusco | .300 | 10 | 3 | 0 | 7 | 144 | 281 |

## Playoff
Accedono direttamente ai playoff le 5 squadre con la miglior percentuale di vittorie della regular season (indipendentemente dal girone di appartenenza). La sesta disputa una Wild card contro la vincente del SilverBowl di A2.
| Wild Card |                     |    |
|           |                     |    |
| 6         | Blackhawks Cernusco | 49 |
| 1A2       | New Giants Bolzano  | 12 |

|  | Quarti di finale | Quarti di finale    | Quarti di finale |                 |               | Semifinali    | Semifinali    | Semifinali |  |  | XIV Superbowl | XIV Superbowl | XIV Superbowl |  |
|  |                  |                     |                  |                 |               |               |               |            |  |  |               |               |               |  |
|  |                  |                     |                  |                 |               | 1             | Frogs Legnano | 50         |  |  |               |               |               |  |
|  |                  |                     |                  |                 |               | 1             | Frogs Legnano | 50         |  |  |               |               |               |  |
|  |                  |                     |                  | Gladiatori Roma | 43            |               |               |            |  |  |               |               |               |  |
|  | 4                | Gladiatori Roma     | 42               | Gladiatori Roma | 43            |               |               |            |  |  |               |               |               |  |
|  | 4                | Gladiatori Roma     | 42               |                 |               |               |               |            |  |  |               |               |               |  |
|  | 5                | Giaguari Torino     | 31               |                 |               |               |               |            |  |  |               |               |               |  |
|  | 5                | Giaguari Torino     | 31               |                 | Frogs Legnano | Frogs Legnano | 37            |            |  |  |               |               |               |  |
|  |                  |                     |                  |                 |               |               |               |            |  |  |               |               |               |  |
|  |                  |                     | Rhinos Milano    | Rhinos Milano   | 27            |               |               |            |  |  |               |               |               |  |
|  |                  |                     |                  | Rhinos Milano   | 27            |               |               |            |  |  |               |               |               |  |
|  |                  |                     |                  |                 |               |               |               |            |  |  |               |               |               |  |
|  |                  |                     |                  |                 |               |               |               |            |  |  |               |               |               |  |
|  |                  | 2                   | Rhinos Milano    | 35              |               |               |               |            |  |  |               |               |               |  |
|  |                  |                     |                  | 35              |               |               |               |            |  |  |               |               |               |  |
|  |                  |                     |                  | Lions Bergamo   | 21            |               |               |            |  |  |               |               |               |  |
|  | 3                | Lions Bergamo       | 42               | Lions Bergamo   | 21            |               |               |            |  |  |               |               |               |  |
|  | 3                | Lions Bergamo       | 42               |                 |               |               |               |            |  |  |               |               |               |  |
|  | 6                | Blackhawks Cernusco | 7                |                 |               |               |               |            |  |  |               |               |               |  |

### XIV Superbowl
Il XIV Superbowl italiano si è disputato sabato 2 luglio 1994 allo Stadio Giovanni Mari di Legnano (MI), ed ha visto i Frogs Legnano superare i Rhinos Milano per 37 a 27.
Il titolo di MVP della partita è stato assegnato a Gianluca Orrigoni, runningback dei Frogs.
- Frogs Legnano campioni d'Italia 1994 e qualificati all'Eurobowl 1995.